# Historia de la Marina Catalana (libro)
La  Historia de la marina catalana es un libro escrito por Arcadi García Sanz que glosa la Marina Catalana, en el comercio y en la guerra, sus hazañas y conquistas, en una compilación histórica que abarca desde la Prehistoria hasta nuestros días. Describe las batallas marítimas, los consulados de mar catalanes, para terminar detallando aspectos del derecho marítimo.
Aparte de explicar, como se ha dicho anteriormente, la historia de la Marina Catalana en un ámbito detallado especialmente sobre el período que va desde el Edad Media hasta bien entrado el siglo XVI, con el importante aspecto de lo que respecta a la marina mercante, que hizo de Cataluña una de las potencias comerciales del Mediterráneo.
No se limita a los acontecimientos políticos y a la guerra en el mar, y se sumerge en el estudio de los hombres del mar, la organización del transporte marítimo, los barcos, el derecho marítimo y el comercio, culminando el ensayo con el arte y la ciencia de la navegación marítima por parte de los catalanes de todos los tiempos.

## Ficha de la obra
Prólogo de José María Martínez-Hidalgo.
Colección. "Enciclopedia Catalana Aedos". (Editorial Aedos, Barcelona 1977), 29,5 cm. 449 pág. 15 f. que incluyen apéndices e índices. Profusas ilustraciones en el texto, con 17 láminas ampliadas fuera del texto.

## Contenido[7]
- Capítulos 1-2 - Tradiciones marineras catalanas desde la Prehistoria y origen de la tradición náutica en Cataluña así como de la vocación marinera.

- Capítulos 3-4 -  Elementos de las embarcaciones medievales catalanas y sus dimensiones,  eslora, abierta, puntal, arqueo, equipamiento.

- Capítulo 5 - La organización náutica en Cataluña en la Edad Media infraestructura portuaria y astilleros, armas navales, tripulaciones de las marinas mercantes y de las galeras, organización de las bandadas: almirantes.

- Capítulos 6-7 - El ars navigandi medieval en Cataluña Arte del mar y uso del mar: Rosa dels Vents, brújula náutica, distancia recorrida al mar por aprecio,  cuadrante, vara de Jacob, determinación de latitud y longitud, cartografía.

- Capítulo 8 - El derecho marítimo catalán en los siglos XII y XIII y XIV. Derecho de corazones, Derecho Marítimo, Aduanas Marítimas, Consulados Marítimos en Barcelona y Valencia, Creación de los consulados mar catalanes, redacción y contenido del Libro del Consulado de Mar.

- Capítulos 10-11 -  Vías Marítimas de los siglos XII, XIII y XIV. Vía Marítima del Mediterráneo Occidental, Vía Marítima del Mediterráneo Oriental, Vía Marítima del Atlántico.

- Capítulos 12-13 - Comercio marítimo en los siglos XII, XIII y XIV: Nuevos sistemas introducidos, construcción de barcos, fletamento, "comunidades" y orden de uso en el mar, letras de cambio, seguros marítimos, modelo de fletamento oceánico.

- Capítulos14-15 - Expedición naval en Mallorca y otras conquistas de Jaime I, Conquista final de Baleares, de Valencia, fracaso cruzada en Palestina,

- Capítulo 16 - Pedro el Grande conquista Sicilia: Conquista de Sicilia, Batalla de Nicótena, Retorno a Cataluña.

- Capítulos.17-18- Lucha naval contra la alianza franco-angevina: Batalla de Malta, Batalla del golfo de Nápoles,

- Capítulo 19 - Guerra y expedición a Sicilia y el Imperio Bisamti: Batallas navales, desde el tratado de Anagni (1295) hasta el de Caltabellotta (1302), Expedición de Cataluña al Imperio romano de orient.

- Capítulos 20-21 - Enfrentamiento naval entre Cataluña y Génova en el siglo XIV, conquista de Cerdeña, lucha con Génova, lucha contra la alianza de Castilla y Génova.

- Capítulos 22-23 - Tendencias náuticas a principios del siglo XV y tiempos modernos  Cambio en la orientación Marítima Catalana, Reorganización de Cataluña en el mar en el siglo XV, Migración del "Liderazgo marítimo" hacia el Atlántico, Barcos, Organización Marítima, rutas marítimas comerciales en el siglo XV, derecho marítimo y el comercio en el siglo XV.

- Capítulo 24- La Marina Catalana en el balance naval del Mediterráneo en el siglo XV: Eventos militares en el mar en la época de Martí l'Humà,  la Marina Catalana en la época de los Trastámara.

- Capítulo 25 - Las naves catalanas a partir del siglo XVI: tipos de barcos y embarcaciones, barcos con vela latina y vela cuadra, embarcaciones de remos.

- Capítulo 26 - El ars navigandi en la época catalana moderna: determinación del rumbo, cálculo de la distancia navegada, cálculo de latitud y longitud, mapas.

- Capítulos 27-28 - La Marina Catalana dentro del Imperio de los Habsburgo: Rutas marítimas, los catalanes y comercio colonial, puertos, construcción naval, Regimen Sanitatis, organización de la navegación comercial, la marina y Cristo en la Cruz .

- Capítulos 29-30 - Retorno libre al mar de los catalanes en los siglos XVIII y XIX: Organización de Cataluña a partir de los decretos de nueva planta, la marina catalana y la reestructuración de la marina en España en siglo XVIII, las rutas de navegación y la libertad de comercio con las Indias, la construcción naval, la cultura marítima, el comercio y los consulados, los estudios de pilotos y las grandes figuras de la marina catalana en el siglo XVIII.

## Influencia posterior
La obra tratada en el presente artículo ha sido profusamente citada como referencia en diversas obras posteriores relacionadas con temas náuticos.
En cuanto a algunas referencias concretas sobre la obra, cabe destacar dos: de Maria Teresa Ferrer i Mallol i de Marcel Pujol i Hamelink:

...Cal esmentar també, entre la producció d'Arcadi Garcia, la Història de la Marina Catalana, que havia estat pensada per a un públic ampli, però que s'ha convertit en obra de referencia per als estudiosos, a causa de la cura posada per l'autor en l'estudi de les diferents menes de vaixell, l'evolució en la construcció naval, els contractes marítims etc.  
Arcadi Garcia i Sanz. In memoriam. Maria Teresa Ferrer i Mallol.

...Garcia i Sanz también firmó una historia de la marina catalana que, aunque dirigida a un público más amplio, constituye un compendio y estado de la cuestión sobre la construcción naval, la expansión marítima y la navegación. Esta obra ha marcado un hito en la historiografía marítima catalana, comparable a la obra de Capmany que marcó el inicio de la historia marítima doscientos años antes ...En la introducción, Garcia avisa al lector de que su libro es, por definición, esencialmente sintético, dejando claro que no tiene la voluntad de hacer un libro pesado, cargado de notas, pero sí con las mínimas necesarias para el investigador. Asimismo avisa que para él fue un esfuerzo pasar de la historia del derecho marítimo al de la marina, con el riesgo de error, pero que el libro es el primer intento de una historia de la marina catalana en la que el lector tiene a disposición los elementos de criterio necesarios para poder mejorar, ampliar y criticar, tal como es deseable. De Arcadi Garcia se puede decir que fue el alma mater de la historia marítima catalana durante la segunda mitad del siglo xx, trabajando en solitario o, tal como decíamos, junto a los más grandes medievalistas, historiadores del derecho y lingüistas del momento...  
La construcción naval y la navegación bajomedieval en la Corona de Aragón: un estado de la cuestión. Marcel Pujol i Hamelink.